# Onmeda
Onmeda ist ein Online-Gesundheitsportal, das medizinischen Laien Informationen zu Medizin- und Gesundheitsthemen anbietet. Onmeda ist ein Angebot der Funke Digital GmbH Berlin, einer Tochterfirma der Funke Mediengruppe. Onmeda finanziert sich zum einen über Bannerwerbung, zum anderen über die Lizenzierung der Inhalte an Drittanbieter, die sie weiterverwenden können.

## Geschichte
Wissenschaftler der Charité in Berlin gründeten 1997 das Gesundheitsportal Medicine-Worldwide. Die Kölner Onvista erwarb die Website im März 2004 vom Betreiber Med-World-AG. Diese Website wurde im Juni 2005 unter www.onmeda.de neu gestaltet. OnVista verkaufte Onmeda im Juni 2008 an gofeminin.de. Muttergesellschaft von gofeminin.de ist das französische Unternehmen aufeminin.com, das mehrheitlich der Axel Springer AG gehörte.  Anfang 2021 ging das Portal in den Besitz der Funke Mediengruppe über.

## Inhalte
Onmeda bietet Informationen zu Symptomen, Krankheiten und Untersuchungs- und Behandlungsmethoden. Darüber hinaus stehen Lexika und Ratgeber zu Themen wie Schwangerschaft, Ernährung oder Sport zur Verfügung. Die Informationen werden größtenteils in Form von Online-Artikeln verbreitet. Ferner gibt es auch interaktive Anwendungen wie Selbsttests und Quiz.
Ein Medikamentenratgeber hält Daten und Fakten zu zahlreichen Arzneimitteln, Wirkstoffen, Wirkstoffgruppen und Anwendungsgebieten bereit. In 69 Foren, von denen über die Hälfte von Medizinern und anderen Experten betreut wird, können sich Nutzer kostenlos beraten lassen und untereinander austauschen. Darüber hinaus gibt es einen kostenlosen Alexa Skill mit einem Eisprungrechner zur Bestimmung der fruchtbaren Tage.

## Redaktion
Die Onmeda-Redaktion besteht (Februar 2021) aus fünf Medizinjournalisten und wird von 22 Experten verschiedener Fachrichtungen redaktionell unterstützt. Diese Experten betreuen zum Teil auch die Online-Foren und antworten dort auf Fragen von Lesern.